# Luisa Isabella di Kirchberg
Luisa Isabella Alessandrina Augusta, contessa di Sayn-Wittgenstein-Hachenburg, Burgravina di Kirchberg (nome completo in tedesco: Luise Isabelle Alexandrine Auguste, Gräfin zu Sayn-Hachenburg, Burggräfin von Kirchberg; Hachenburg, 19 aprile 1772 – Vienna, 6 gennaio 1827), fu Principessa consorte di Nassau-Weilburg dal 28 novembre 1788 al 9 gennaio 1816 a seguito del suo matrimonio con Federico Guglielmo, Principe di Nassau-Weilburg.

## Matrimonio e figli
Luisa Isabella sposò Federico Guglielmo, Principe Ereditario di Nassau-Weilburg, figlio di Carlo Cristiano, Principe di Nassau-Weilburg e di sua moglie la Principessa Carolina di Orange-Nassau, il 31 luglio 1788 ad Hachenburg. Federico Guglielmo successe al padre Carlo Cristiano alla sua morte avvenuta il 28 novembre 1788.
- Guglielmo, Duca di Nassau (14 giugno 1792 - 20 agosto/30 agosto 1839)[1][2]
- Principessa Augusta Luisa di Nassau-Weilburg (5 gennaio 1794 - 11 aprile 1796)[1][2]
- Principessa Enrichetta di Nassau-Weilburg (30 ottobre 1797 - 29 dicembre 1829) sposò l'Arciduca Carlo, Duca di Teschen[1][2]
- Principe Federico Guglielmo di Nassau-Weilburg (15 dicembre 1799 - 6 gennaio 1845) sposò nel 1840 Anna Ritter, Edle von Vallyemare, creata Gräfin von Tiefenbach da cui aveva avuto una figlia[1][2]

## Ascendenza
|                                    |                                    |                                                      | Genitori                                         |  |  | Nonni |  |  | Bisnonni                         |  |  | Trisnonni                      |  |
|                                    |                                    |                                                      |                                                  |  |  |       |  |  | 8. Georg Friedrich von Kirchberg |  |  | 16. Georg Ludwig von Kirchberg |  |
|                                    |                                    |                                                      |                                                  |  |  |       |  |  | 8. Georg Friedrich von Kirchberg |  |  | 16. Georg Ludwig von Kirchberg |  |
|                                    |                                    | 17. Magdalene Christina von Manderscheid-Blankenheim |                                                  |  |  |       |  |  | 8. Georg Friedrich von Kirchberg |  |  |                                |  |
| 4. Wilhelm Ludwig von Kirchberg    |                                    |                                                      |                                                  |  |  |       |  |  | 8. Georg Friedrich von Kirchberg |  |  |                                |  |
|                                    |                                    | 9. Sophie Amalie von Nassau-Ottweiler                | 18. Friedrich Ludwig von Nassau-Ottweiler        |  |  |       |  |  |                                  |  |  |                                |  |
|                                    |                                    | 9. Sophie Amalie von Nassau-Ottweiler                | 18. Friedrich Ludwig von Nassau-Ottweiler        |  |  |       |  |  |                                  |  |  |                                |  |
|                                    |                                    | 9. Sophie Amalie von Nassau-Ottweiler                | 19. Christina von Ahlefeldt                      |  |  |       |  |  |                                  |  |  |                                |  |
| 2. Georg Wilhelm von Kirchberg     |                                    | 9. Sophie Amalie von Nassau-Ottweiler                |                                                  |  |  |       |  |  |                                  |  |  |                                |  |
|                                    |                                    | 10. Karl von Salm-Dhaun                              | 20. Johann Philipp II von Salm-Dhaun             |  |  |       |  |  |                                  |  |  |                                |  |
|                                    |                                    | 10. Karl von Salm-Dhaun                              | 20. Johann Philipp II von Salm-Dhaun             |  |  |       |  |  |                                  |  |  |                                |  |
|                                    |                                    | 10. Karl von Salm-Dhaun                              | 21. Anna Catharina von Nassau-Ottweiler          |  |  |       |  |  |                                  |  |  |                                |  |
| 5. Louise von Salm-Dhaun           |                                    | 10. Karl von Salm-Dhaun                              |                                                  |  |  |       |  |  |                                  |  |  |                                |  |
|                                    |                                    | 11. Louise von Nassau-Ottweiler                      | 22. Friedrich Ludwig von Nassau-Ottweiler (= 18) |  |  |       |  |  |                                  |  |  |                                |  |
|                                    |                                    | 11. Louise von Nassau-Ottweiler                      | 22. Friedrich Ludwig von Nassau-Ottweiler (= 18) |  |  |       |  |  |                                  |  |  |                                |  |
|                                    |                                    | 11. Louise von Nassau-Ottweiler                      | 23. Christina von Ahlefeldt (= 19)               |  |  |       |  |  |                                  |  |  |                                |  |
| 1. Louise Isabella von Kirchberg   |                                    | 11. Louise von Nassau-Ottweiler                      |                                                  |  |  |       |  |  |                                  |  |  |                                |  |
|                                    | 12. Heinrich II von Reuß-Obergreiz | 24. Heinrich VI von Reuß-Obergreiz                   |                                                  |  |  |       |  |  |                                  |  |  |                                |  |
|                                    | 12. Heinrich II von Reuß-Obergreiz | 24. Heinrich VI von Reuß-Obergreiz                   |                                                  |  |  |       |  |  |                                  |  |  |                                |  |
|                                    | 12. Heinrich II von Reuß-Obergreiz | 25. Henriette Amalie von Friesen                     |                                                  |  |  |       |  |  |                                  |  |  |                                |  |
| 6. Heinrich XI von Reuß-Greiz      | 12. Heinrich II von Reuß-Obergreiz |                                                      |                                                  |  |  |       |  |  |                                  |  |  |                                |  |
|                                    |                                    | 13. Sophie Charlotte von Bothmer                     | 26. Hans Caspar von Bothmer                      |  |  |       |  |  |                                  |  |  |                                |  |
|                                    |                                    | 13. Sophie Charlotte von Bothmer                     | 26. Hans Caspar von Bothmer                      |  |  |       |  |  |                                  |  |  |                                |  |
|                                    |                                    | 13. Sophie Charlotte von Bothmer                     | 27. Gisela Erdmuthe von Hoym                     |  |  |       |  |  |                                  |  |  |                                |  |
| 3. Isabella Augusta von Reuß-Greiz |                                    | 13. Sophie Charlotte von Bothmer                     |                                                  |  |  |       |  |  |                                  |  |  |                                |  |
|                                    |                                    | 14. Heinrich XXIV von Reuß-Köstritz                  | 28. Heinrich I von Reuß-Schleiz                  |  |  |       |  |  |                                  |  |  |                                |  |
|                                    |                                    | 14. Heinrich XXIV von Reuß-Köstritz                  | 28. Heinrich I von Reuß-Schleiz                  |  |  |       |  |  |                                  |  |  |                                |  |
|                                    |                                    | 14. Heinrich XXIV von Reuß-Köstritz                  | 29. Anna Elisabeth von Zinzendorf                |  |  |       |  |  |                                  |  |  |                                |  |
| 7. Konradine von Reuß-Köstritz     |                                    | 14. Heinrich XXIV von Reuß-Köstritz                  |                                                  |  |  |       |  |  |                                  |  |  |                                |  |
|                                    |                                    | 15. Eleonore Emma von Promnitz-Dittersbach           | 30. Johann Christoph von Promnitz-Dittersbach    |  |  |       |  |  |                                  |  |  |                                |  |
|                                    |                                    | 15. Eleonore Emma von Promnitz-Dittersbach           | 30. Johann Christoph von Promnitz-Dittersbach    |  |  |       |  |  |                                  |  |  |                                |  |
|                                    |                                    | 15. Eleonore Emma von Promnitz-Dittersbach           | 31. Anna Elisabeth Saurma von der Jeltsch        |  |  |       |  |  |                                  |  |  |                                |  |
|                                    |                                    | 15. Eleonore Emma von Promnitz-Dittersbach           |                                                  |  |  |       |  |  |                                  |  |  |                                |  |

## Titoli, trattamento, onorificenze e stemma

### Titoli e appellativi
- 19 aprile 1772 – 28 novembre 1788: Sua Altezza Serenissima Louise Isabelle, Contessa di Sayn-Hachenburg, Burgravina di Kirchberg
- 28 novembre 1788 – 9 gennaio 1816: Sua Altezza Serenissima La Principessa di Nassau-Weilburg, Contessa di Sayn-Hachenburg, Burgravina di Kirchberg
- 9 gennaio 1816 – 6 gennaio 1827: Sua Altezza Serenissima La Principessa Vedova di Nassau-Weilburg, Contessa di Sayn-Hachenburg, Burgravina di Kirchberg